# أولد فيثفول
أولد فيثفول (بالإنجليزية: Old Faithful)‏ هو فوارة حارة مخروطية يقع في متنزه يلوستون الوطني في ولاية وايومنغ، الولايات المتحدة. تم تسميته في عام 1870 خلال رحلة واشبورن-لانجفورد-دوان الإستكشافية وكان أول نبع ماء في الحديقة يحصل على اسم. يعتبر خاصية تدرج حراري سهل التنبؤ به، فقد ثار كل 44 دقيقة إلى ساعتين منذ عام 2000.

## الانفجارات
تم تسجيل أكثر من 1,000,000 ثوران. وصف هاري وودوارد لأول مرة علاقة رياضية بين مدة وفترات الانفجارات في عام 1938. أولد فيثفول ليس السخان الأطول ولا الأكبر في متنزه يلوستون، فالفوارة الحارة الأطول والأكبر في المتنزه هي فوارة ستيمبوت. يمكن أن يعزى سبب سهولة التنبؤ بفوارة أولد فيثفول إلى حقيقة أنه لا يرتبط بأي ميزات حرارية أخرى لحوض السخان العلوي .

## معرض صور

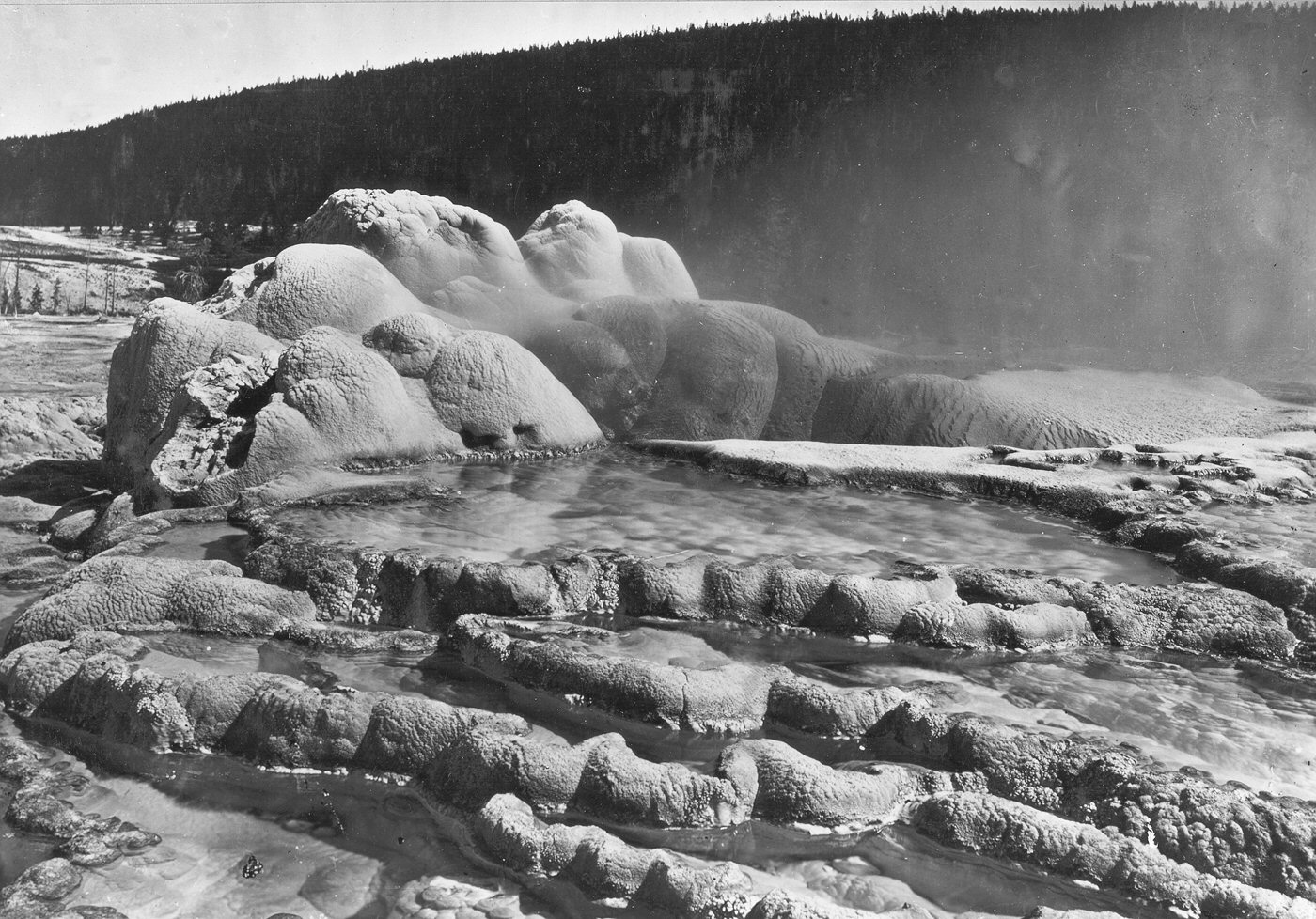
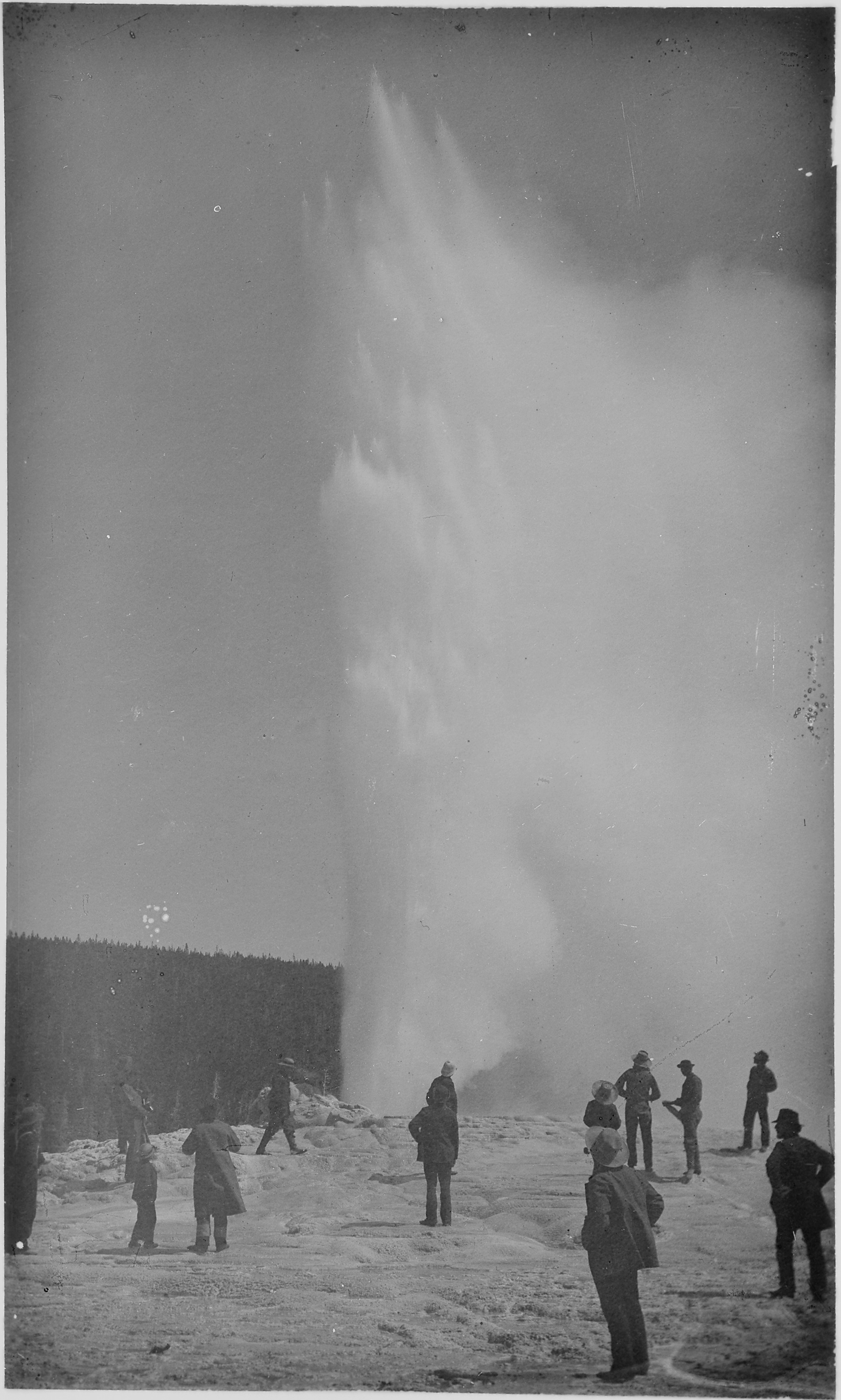
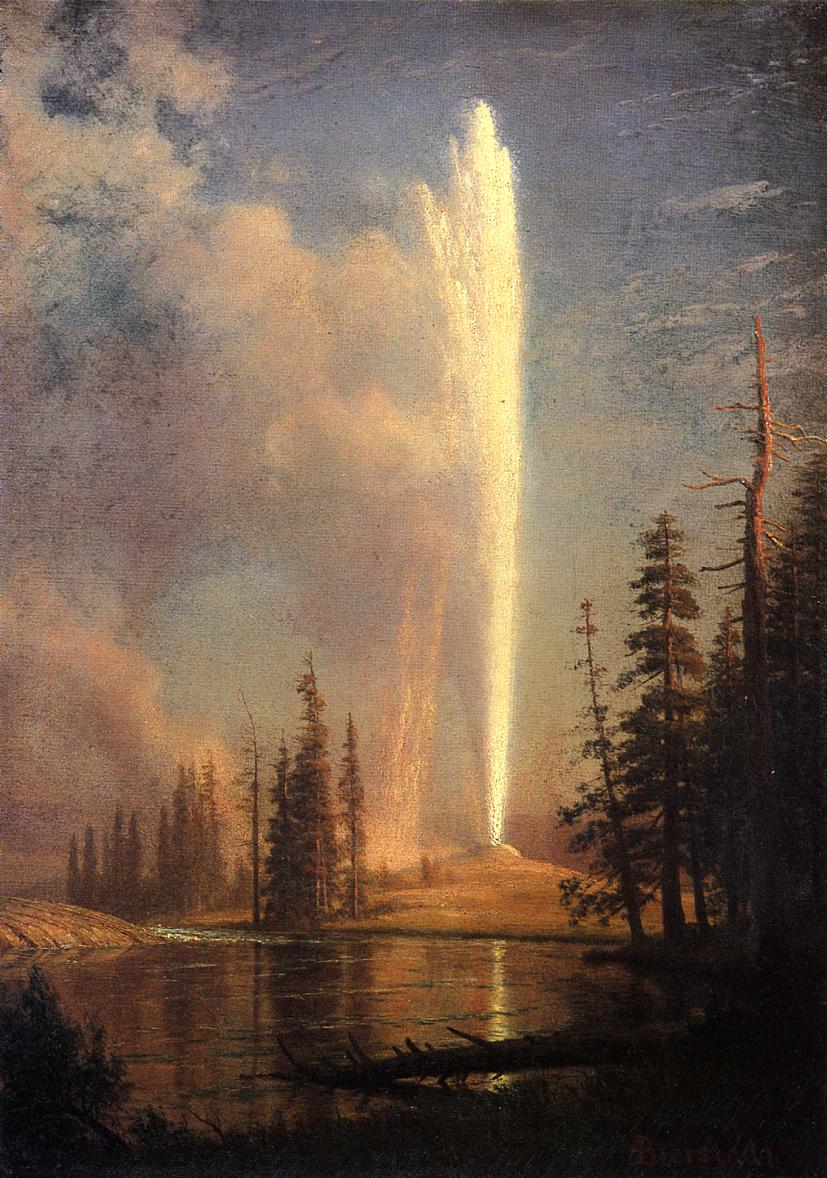
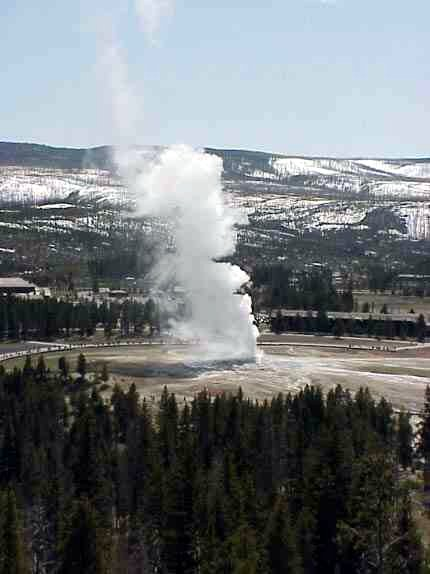
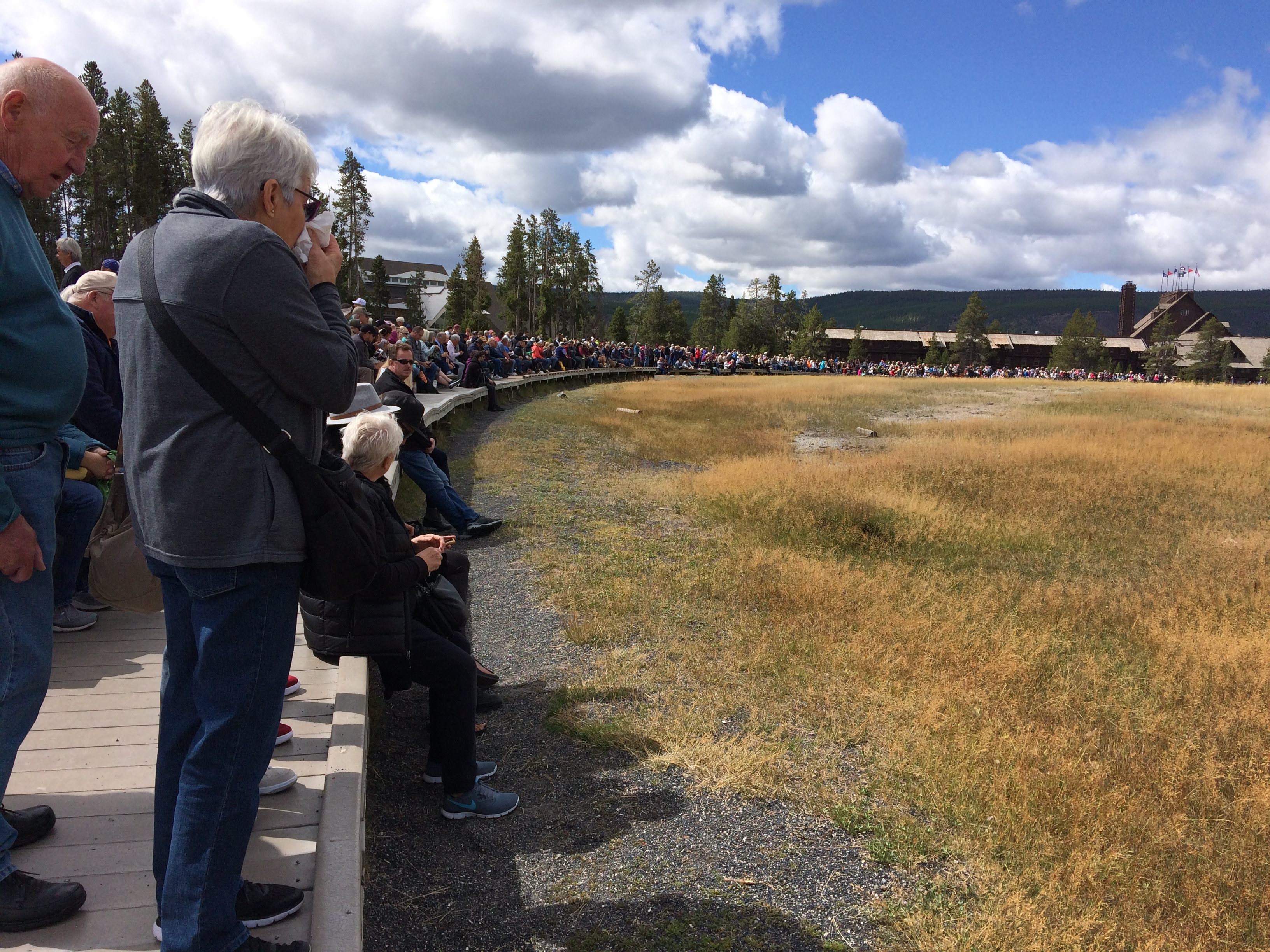